# ヴォバルノ
ヴォバルノ（伊: Vobarno）は、イタリア共和国ロンバルディア州ブレシア県にある、人口約8,200人の基礎自治体（コムーネ）。

## 地理

### 位置・広がり
ブレシア県南東部に位置するコムーネ。ガルダ湖畔のサロから北へ4km、県都ブレシアから東北東へ25km、州都ミラノから東北東へ104kmの距離にある。

#### 隣接コムーネ
隣接するコムーネは以下の通り。
- カポヴァッレ
- ガルドーネ・リヴィエーラ
- ガルニャーノ
- プロヴァーリオ・ヴァル・サッビア
- ロエ・ヴォルチャーノ
- サッビオ・キエーゼ
- サロ
- トスコラーノ＝マデルノ
- トレヴィーゾ・ブレシャーノ
- ヴィッラヌオーヴァ・スル・クリージ

### 気候分類・地震分類
気候分類では、zona E, 2560 GGに分類される。
また、イタリアの地震リスク階級 (it) では、zona 2 (sismicità media) に分類される
。

## 行政

### 分離集落
ヴォバルノには、以下の分離集落（フラツィオーネ）がある。
- Carpeneda, Carvanno, Collio, Degagna, Eno, Moglia, Pompegnino, Teglie

### 山岳部共同体
広域行政組織である山岳部共同体「ヴァッレ・サッビア山岳部共同体」 (it:Comunità montana della Valle Sabbia) （事務所所在地: ヴェストーネ）を構成するコムーネである。

## 姉妹都市
- Sümeg、ハンガリー 2008年